# Miguel Dachelet
Miguel Dachelet, né le 16 janvier 1988, est un joueur de football belge qui évolue au poste de défenseur. Depuis septembre 2016, il évolue au FC Wiltz 71.

## Carrière
Débutant dans les équipes de jeunes de l'UR Namur, Miguel Dachelet intègre le centre de formation du Standard de Liège en 2002, alors qu'il est âgé de quatorze ans. Il joue ensuite dans toutes les équipes d'âge jusqu'à son intégration dans le noyau professionnel en 2007. Il dispute son premier match sous le maillot « Rouche » le 30 août 2007 face à l'UN Käerjéng 97, un club luxembourgeois, au second tour préliminaire de la Coupe UEFA. Ce sera son seul match de la saison.
En mai, la direction du club ne prolonge pas son contrat. Il rejoint alors Zulte Waregem, un autre pensionnaire de la première division belge. Peu utilisé durant sa première saison au club, il joue ensuite plus souvent, jusqu'à obtenir un statut de titulaire lors de la saison 2010-2011. L'année suivante est plus difficile pour lui et il se retrouve régulièrement sur le banc des remplaçants. En fin de saison, la direction lui annonce qu'il peut quitter le club. Miguel Dachelet signe ainsi en juillet 2012 un contrat pour deux saisons au Lierse.
Dès le premier match de la saison, l'entraîneur lierrois Chris Janssens lui accorde sa confiance et fait de lui un titulaire indiscutable en défense centrale, entamant chaque match du premier tour. Il perd sa place après la trêve hivernale et quitte le club en fin de saison, rompant son contrat d'un commun accord. En septembre 2013, il rejoint les rangs du KSK Heist, en deuxième division. En fin de saison, son contrat n'est pas prolongé et il reste un an sans club. Il rejoint ensuite les rangs du RFC Seraing en juillet 2015, où il signe un contrat d'un an avec option pour une saison supplémentaire. Mais gêné par des blessures récurrentes, il ne dispute que quatre rencontres durant le championnat et est laissé libre par le club en fin de saison. En août 2016, il s'engage avec le RFC Meux, un club qui évolue en Division 2 Amateur.

## Statistiques
| Saison                | Club                  | Championnat           | Championnat | Championnat | Coupe(s) nationale(s) | Coupe(s) nationale(s) | Compétition(s) continentale(s) | Compétition(s) continentale(s) | Compétition(s) continentale(s) | Total | Total |
| Saison                | Club                  | Division              | M.          | B.          | M.                    | B.                    | Comp.                          | M.                             | B.                             | M.    | B.    |
| 2007-2008             | Standard de Liège     | Division 1            | 0           | 0           | 0                     | 0                     | UEFA                           | 1                              | 0                              | 1     | 0     |
| Sous-total            | Sous-total            | Sous-total            | 0           | 0           | 0                     | 0                     | -                              | 1                              | 0                              | 1     | 0     |
| 2008-2009             | SV Zulte Waregem      | Division 1            | 7           | 0           | 0                     | 0                     | -                              | 0                              | 0                              | 7     | 0     |
| 2009-2010             | SV Zulte Waregem      | Division 1            | 13          | 0           | 1                     | 0                     | -                              | -                              | -                              | 14    | 0     |
| 2010-2011             | SV Zulte Waregem      | Division 1            | 19          | 0           | 1                     | 0                     | -                              | -                              | -                              | 20    | 0     |
| 2011-2012             | SV Zulte Waregem      | Division 1            | 15          | 1           | 0                     | 0                     | -                              | 0                              | 0                              | 15    | 1     |
| Sous-total            | Sous-total            | Sous-total            | 54          | 1           | 2                     | 0                     | -                              | 0                              | 0                              | 56    | 1     |
| 2012-2013             | K Lierse SK           | Division 1            | 20          | 0           | 1                     | 0                     | -                              | 0                              | 0                              | 21    | 0     |
| Sous-total            | Sous-total            | Sous-total            | 20          | 0           | 1                     | 0                     | -                              | 0                              | 0                              | 21    | 0     |
| 2013-2014             | KSK Heist             | Division 2            | 28          | 0           | 0                     | 0                     | -                              | 0                              | 0                              | 28    | 0     |
| Sous-total            | Sous-total            | Sous-total            | 28          | 0           | 0                     | 0                     | -                              | 0                              | 0                              | 28    | 0     |
| 2015-2016             | RFC Seraing           | Division 2            | 4           | 0           | 0                     | 0                     | -                              | 0                              | 0                              | 4     | 0     |
| Sous-total            | Sous-total            | Sous-total            | 4           | 0           | 0                     | 0                     | -                              | 0                              | 0                              | 4     | 0     |
| Total sur la carrière | Total sur la carrière | Total sur la carrière | 106         | 1           | 3                     | 0                     | -                              | 1                              | 0                              | 110   | 1     |